# Сандерс, Сэмюэл
Сэмюэл Сандерс (англ. Samuel Sanders; 27 июня 1937, Нью-Йорк — 9 июля 1999, там же) — американский пианист.
Начал заниматься музыкой под руководством Хедвиг Каннер-Розенталь, затем учился в Джульярдской школе у Серджиуса Кагена и Ирвина Фрейндлиха.
Известен, прежде всего, как один из крупнейших американских аккомпаниаторов. С 1966 по 1999 г. выступал вместе с Ицхаком Перлманом, в разное время был также партнёром Пинхаса Цукермана, Хайме Ларедо, Джошуа Белла, Йо-Йо Ма, Мстислава Ростроповича, Жаклин Дю Пре, Леонарда Роуза, Рэйчел Бартон и многих других. На протяжении более чем трёх десятилетий преподавал аккомпанирующее фортепиано в Джульярдской школе.